# Maurice Blondel
Maurice Blondel (Dijon; 2 de noviembre de 1861 - Aix-en-Provence; 4 de junio de 1949) fue un filósofo francés.

## Biografía
Descendiente de una antigua familia borgoñona de profunda raigambre católica, Blondel cursó sus primeros estudios en el Liceo y los prolongó en la Universidad, donde obtuvo la Licencia en Letras y el Bachillerato en Derecho. A los 20 años fue admitido en la École Normale Supérieure, donde tuvo como profesores a Emile Boutroux y a Léon Ollé-Laprune, y como condiscípulos, entre otros, a Víctor Delbos y a Pierre Duhem. 
A mediados de 1884, Blondel comenzó a ejercer la docencia, pero pronto se retiró a la casa de campo familiar en Saint Seine-sur-Vingeanne, para preparar su tesis doctoral. Ya desde 1882 estaba decidido a estudiar la acción humana y su sentido, tema y perspectiva inéditos en la filosofía francesa de la época, ya que el término acción ni siquiera figuraba en el voluminoso Dictionnaire des sciences philosophiques de A. Franck. La intuición, largamente meditada y madurada, dio por resultado una obra pacientemente construida, tres veces redactada por completo y por fin presentada en la Sorbona el 7 de junio de 1893 ante un jurado compuesto por Boutroux, Paul Janet, Brochard y Séailles. Publicada el mismo año en la Bibliotheque de Philosophie Contemporaine (Alcan, 1 vol., 492 págs.), llevaba como título completo: L'Action, Essai d'une critique de la vie et d'une science de la pratique. En el verano de ese año, su encuentro con el sacerdote Henri Huvelin lo ayudó en su decisión de permanecer en el estado laical.
Las coordenadas esenciales de su obra L'Action han de buscarse en la precedente experiencia religiosa de su autor. Durante sus años de estudio, había sido dolorosamente impresionado por la indiferencia religiosa de vastos sectores de la intelectualidad francesa, cuyo rigor científico y afán intelectual compartía, y con los que quiere entablar un diálogo filosófico que les lleve a plantearse con hondura las cuestiones religiosas. Junto a esas preocupaciones apologéticas, y, en gran parte, por encima de ellas, L'Action procede también de una intención filosófica estricta. En un ambiente saturado de cientifismo positivista y de idealismo neocriticista, Blondel se propuso rehabilitar el análisis reflexivo, como paralelamente comenzaba a intentarlo Henri Bergson, no ya del fenómeno tan huidizo de la conciencia, sino de la realidad más concreta e inmediata dada a nuestra experiencia, la acción. Describir su génesis y desarrollo, develar sus condiciones e implicaciones, trazar su sentido y sus exigencias, es en síntesis el proyecto blondeliano. 

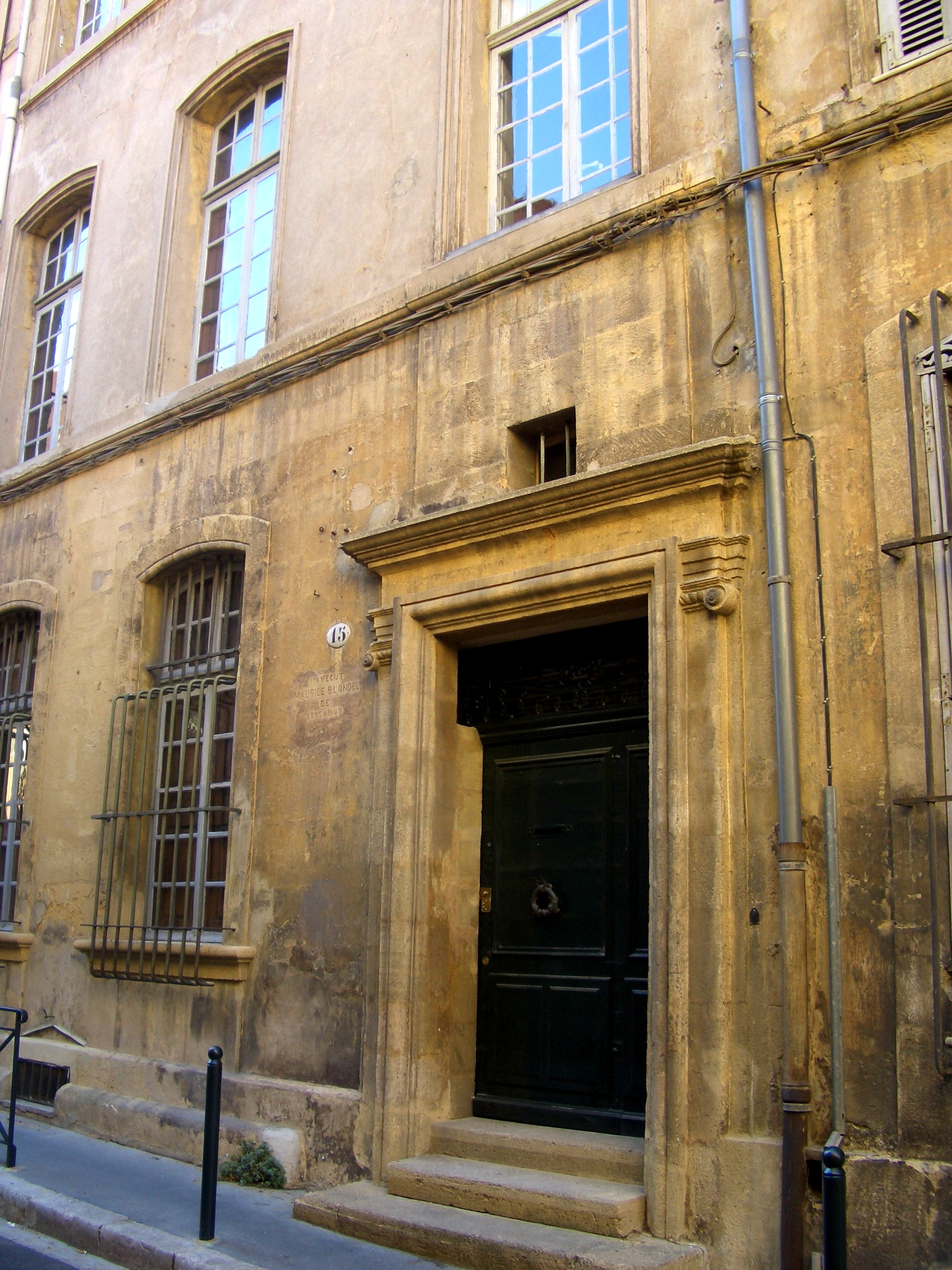
Fachada de la casa en que vivió Maurice Blondel de 1896 a 1949, en la calle Roux-Alphéran 15, Aix-en-Provence.

La acogida tributada a L'Action fue muy variada. En los círculos universitarios se reconoció la nobleza moral de la obra, pero se le acusó de hacer depender la filosofía de una inspiración religiosa positiva, desconociendo su autonomía. Por esta razón se negó a Blondel una cátedra en la enseñanza oficial, lo que le hirió profundamente; sólo dos años más tarde, moviendo algunas influencias, obtuvo su nombramiento en Aix-en-Provence, donde enseñaría ininterrumpidamente hasta 1927. Entre los católicos la acogida no fue unánime. Hubo quienes desde el primer momento apreciaron L'Action como una obra que marcaba un hito en el pensamiento religioso francés; rápidamente afluyeron discípulos entusiastas y amigos: Paul Mulla, convertido al islamismo, Augusto Valensin, prometedor estudiante jesuita, y L. Laberthonniere, oratoriano, fogoso antiescolástico. Otros señalaron en cambio que el intento blondeliano, cuya buena intención intelectual reconocían, implica el riesgo de racionalizar el cristianismo, de ceder al subjetivismo kantiano y de debilitar las pruebas apologéticas tradicionales. La cuestión se hace más grave con la crisis modernista, dadas las relaciones con Blondel mantenidas por algunos de sus protagonistas. Todo ello llevó a Blondel a un esfuerzo intelectual para precisar más sus posiciones más propiamente apologéticas y definir mejor su proyecto de constituir una Apologética de carácter filosófico en la que el estudio de la acción abriera a la consideración del orden cristiano presentado como aquel donde la acción obtiene su plena inteligibilidad. 
En los 20 años siguientes a L'Action, Blondel trabaja afanosamente en esta línea apologética. Dos nuevas publicaciones fundamentales ven la luz: Lettre sur les éxigences de la pensée contemporaine en matiere d'apologétique et sur la méthode de la philosophie dans l'étude du probleme religieux (1896) y Histoire et Dogme (1904). La primera plantea el problema de las relaciones entre fe y filosofía, criticando al racionalismo que propicia una «filosofía separada» de toda fe o creencia, y esforzándose por precisar el camino de una «filosofía cristiana» que evite lo que, a su juicio, sería una prematura unión entre filosofía y teología. En la segunda -que vio la luz poco después de L'Évangile et l'Église de Alfred Loisy- quiere encontrar un camino que evite tanto la pobreza filosófica del historicismo, como una insuficiente valoración del papel de los hechos históricos en el desarrollo del conocimiento. Publicó también en este periodo muchos otros artículos acerca de la fe, del milagro y del valor histórico de los dogmas. Muchos borradores inéditos muestran su constante preocupación por elaborar un programa de «Apologética integral» (cfr. R. St. Jean, L'apologétique philosophique... o. c. en bibl.). Otros artículos, más expresamente filosóficos, se aplican a detectar la persistencia de ideas religiosas en el sustrato de sistemas filosóficos modernos: Le christianisme de Descartes (1896), L'évolution du spinozisme (1894); otros intentan orientar la filosofía hacia un método que venza la antítesis idealismo-realismo: L'iausion idéaliste (1898), Le point de départ de la recherche philosophique (1906). 
Entre 1913 y 1934 (otros 20 años de intenso trabajo), Blondel abandona las controversias y se recoge en una renovada meditación. Algunas publicaciones dejan entrever la temática y amplitud de la tarea que emprende. Un grupo está constituido por artículos de carácter histórico: L'anticartésianisme de Malebranche (1916), Le jansénisme et l'antijansénisme de Pascal (1923), una biografía de Ollé-Laprune (1923), la reelaboración de su tesis latina Une énigme historique: le «vinculum substantiale» d'apres Leibniz et l'ébaucht! d'un réalisme supérieur (1930), y algunos artículos sobre S. Agustín (1930). Otro grupo de artículos muestra la constancia de su inquietud por la filosofía religiosa: Le probleme de la mystique (1925), y un volumen con el cual interviene en la célebre polémica desatada por Bréhier y Gilson acerca de la filosofía cristiana: Le probleme de la philosophie catholique (1932), seguido por varios artículos y respuestas a objeciones. Por último, un tercer grupo de artículos de este periodo responden a problemas del momento, especialmente de carácter político-social: un debate acerca de la Acción Francesa de Maurras (1927), una contribución importante a la Semana Social de Francia: Patrie et Humanité (1928), y artículos breves acerca del problema educacional (1929). 
En 1934, Blondel tiene 73 años, salud precaria y una ceguera casi completa, a la cual pronto se añadirá la sordera. Su espíritu, sin embargo, vive tan intensamente como en su juventud. Una tras otra, publica tres obras de envergadura: La Pensée (2 vol. 1934), L'Etre et les etres (1935) y L'Action (2. vol. 1936-37). Este conjunto ha sido denominado «trilogía», pero debe hablarse más bien de «tetralogía», ya que otra obra de gran aliento coronará pronto el conjunto: La Philosophie et l'esprit chrétien (2 vol. 1944-46), última en ejecución, pero primera y constante en la intención. Debía seguir un tercer volumen de ella, pero en su lecho de muerte, el anciano octogenario sólo alcanzó a disponer la edición de dos estudios anteriores reunidos bajo el título Exigences philosophiques du christianisme (1950). Se extinguió suavemente en su residencia de Aix, a los 88 años de edad.

## L'Action(1893)
Hemos visto que surgió al soplo de dos inquietudes, la del cristiano y la del filósofo. Como cristiano, Blondel cree que el hombre está ordenado al fin sobrenatural de la adopción divina en Cristo. Como filósofo, piensa que la sola razón, si bien no puede hacer esta afirmación de fe, no puede tampoco desinteresarse del destino humano: tiene fuerza suficiente para develar, en la misma descripción del actuar, las implicaciones necesarias que permitan discernir su dirección y el vacío ineludible que sólo un don anhelado pero gratuito puede colmar. Por eso asigna a la filosofía un objeto central de estudio: la acción. En su acepción blondeliana, este término denota todo el encadenamiento de la actividad humana, desde su sustrato cósmico y orgánico hasta la síntesis superior del pensar y del querer. Blondel piensa que así renueva profundamente la problemática filosófica: en lugar del Pienso cartesiano, del Debo kantiano, o del Quiero schopenhaueriano, podría decirse que comienza con un «Actúo» para afrontar el más profundo y universal de los problemas: «¿Sí o no, la vida humana tiene un sentido y el hombre un destino?» (L'Action, intr.). 
El problema y el punto de partida inspiran el método. Para ser estrictamente filosófico debe versar acerca de lo universal y necesario, esto es, no puede reducirse a una descripción psicológica (aunque también la asuma), sino que debe atender a las verdades lógicas trascendentes implicadas en el actuar humano. De otra parte tampoco quiere desembocar en seguida en un discurso de orden ontológico, lo que -piensa- sería prematuro. Hay que -dice- diferir toda afirmación ontológica para elaborar una «crítica de la vida», limitándose provisionalmente al estudio de los fenómenos, los estados de conciencia y las nociones que expresan relaciones de interdependencia. Es un método fenomenológico (Blondel empleó este término en su soutenance: cfr. Études Blondéliennes, I, 86), descriptivo, que irá ganando densidad ontológica a medida que las implicaciones de la acción vayan desplegando una «historia natural» y desembocando en la inevitabilidad de una opción o decisión efectiva de la práctica, que dará «vida» o «muerte» a la acción al resolverse frente a la última alternativa a que conduce esta marcha. 
El blondeliano es también un método dialéctico. «Sí o no»: ambas posibilidades son seguidas en todas sus implicaciones lógicas para descubrir sus significaciones. La dialéctica entre religión y filosofía resulta así, piensa, enriquecedora para ambas, que aislarlas en dominios herméticamente separados: «entre la creencia y la ciencia, me ha parecido que hay un punto de encuentro permanente, es la acción: en ella, los dos órdenes que habían sido superpuestos, yuxtapuestos u opuestos, se componen en una mutua compenetración. Al mostrar cómo las verdades más positivas se extraen de la acción, me preparo a extraer de la acción las verdades trascendentes que están allí ya inmanentes» (carta a G. Perrot: Lettres Philosophiques, París 1961, 35-36). Blondel admitió que su método se denominara «de inmanencia», a condición de que se distinguiera absolutamente de la doctrina de inmanencia.
Esta dialéctica lleva a la filosofía, en cierto modo, a negarse a sí misma, es decir, a reconocer su insuficiencia para la vida. La acción efectiva y concreta contiene más que la idea, el motivo y el querer de los cuales broto: este más, a su vez, trae una riqueza aleccionadora imprevista que repercute en la sabiduría y construye la vida real, «realiza» el ser. «Conocer no exime de actuar, pero actuar puede dispensar de conocer». Por este rasgo de su método, Blondel quiere, de una parte, abrir a un saber meta-filosófico, y de otra dar a la filosofía misma un carácter «practicante», a constituirlo como un modo de vivir sin que pierda nada de su rigor y seriedad intelectual. Preludia también el tema de la dramaticidad de la libertad, que será vulgarizado por los existencialismos posteriores. 
Sigamos ahora la marcha y etapas del pensar blondeliano a través de las cinco partes de L'Action. Ante todo se enfrenta a la solución negativa que renuncia de partida a admitir el problema. Blondel tiene en cuenta aquí al agnosticismo absoluto, al escepticismo y al dilettantismo del sentir y actuar sin querer nada: pura voluntad expresada en la fórmula Nolo volle, no quiero querer, que equivale a Volo nolle, quiero no querer, flagrante contradicción. Por tanto, queremos. ¿Qué debemos o podemos querer? ¿Podríamos querer la nada? La contradicción de esta posición es aún más clara: todo pesimismo y aun el acto suicida implican la afirmación de algo. La solución al problema de la acción, por tanto, no puede ser sino positiva: queremos, no podemos no querer: «en mis actos, en el mundo, en mí, fuera de mí, no sé dónde ni qué, hay algo» (p. 41). 
¿Qué es este algo? La 3.ª parte, que ocupa dos tercios de toda la obra, asciende en su búsqueda. Partiendo del hecho básico de las sensaciones, se descubre al sujeto de esos actos, quien, para asegurar su existencia, organiza los sistemas objetivos de esos fenómenos, es decir, construye las ciencias positivas. Se descubre allí a la voluntad de síntesis que anima al sujeto creador de ciencia. Se descubre también, y sobre todo, a la libertad de ese sujeto enfrentado al determinismo del mundo fenoménico de la naturaleza: la conciencia es una síntesis de actos elementales, orgánicos y psicológicos en una unidad trascendente, capaz de elevarse sobre ellos y originar una decisión valiéndose de todo ese determinismo. Pero no basta cualquier decisión: esa libertad se manifiesta solicitada por valores y móviles que están más allá de lo concebible. Va más allá cuando realiza efectivamente la acción. Entonces moviliza al cuerpo, a los instrumentos y al mundo. Ellos oponen una resistencia y, a su vez, dictan sus condiciones a la voluntad actuante; hay en ellos una energía comparable a la de la voluntad que constituye el hilo transversal con el cual se teje la tela de nuestro actuar y ser. No hacemos todo lo que queremos, y no hemos querido todo lo que resultó hecho. 
Actuar es, por consiguiente, entregarse al universo para hacerlo conforme a un designio. Otro concurso se manifiesta indispensable: el de los demás. La cooperación con los demás se efectúa de varios modos (tradición, educación, arte, etc.), pero más allá todavía, la voluntad tiende a una unión real y total: el amor. Así, la acción engendra la familia; la patria, que brota de una conciencia colectiva que se da un destino; la humanidad, que constituye una inmensa ampliación de la conciencia y permite ver en el esclavo, salvaje, pobre o enfermo a otro sí mismo. En cada una de estas cristalizaciones se advierte un mismo impulso obstinado: el hombre trata de adecuarse a sí mismo, pero nunca lo consigue plenamente; hay en él un dinamismo fundamental (volonté voulante) perpetuamente inadecuado por sus realizaciones (volontés voulues). Cada realización el hombre la ha querido infructuosamente porque, en definitiva, quiere el Todo; bajo la forma de un vacío, encontramos la presencia del Infinito. Puede aún, mediante «acciones supersticiosas», situar a ese Infinito en algún objeto a su medida; pero una vez más resulta un intento frustrado de absolutizar lo relativo. ¿Oué nos queda? Al haber agotado todas las posibilidades naturales, incluso las de la Totalidad, no queda más que mantener una abertura y atención hacia el Infinito por si viniese al encuentro del hombre: la hipótesis de lo sobrenatural. 
¿Debe la filosofía terminar su marcha en este umbral de la religión revelada? Blondel no lo piensa. No podrá la filosofía formular afirmaciones que sólo pertenecen al dominio de la fe; pero puede estudiar lo sobrenatural como una hipótesis en la perspectiva de lo recorrido, analizar la inteligibilidad de los dogmas y su coherencia, el valor y significación de la «práctica literal», así como la estética filosófica se interesa por estilos y escuelas artísticas, y la filosofía de las ciencias por las hipótesis, métodos y lenguaje de la ciencia positiva.

## La «tetralogía»
Sustancialmente, las obras que forman la tetralogía contienen el mismo argumento de L'Action de 1893. En la intención de Blondel, sin embargo, constituyen una vigorosa ampliación, maduración y acabamiento de su tesis de doctorado, con el propósito de darle forma más estrictamente filosófica, simplificar las expresiones, prevenir las objeciones, y separar las tres primeras obras, que tocan los temas fundamentales de la filosofía, de la cuarta sobre el espíritu cristiano, que sería más bien una «filosofía del cristianismo». 
- La Pensée quiere ser una «historia natural» del pensar, desde su génesis cósmica hasta sus formas superiores en la conciencia y en la ciencia. La inadecuación cartesiana entre pensar y ser, Blondel la sustituye por la inadecuación constante del pensar respecto a su destino integral. El entero orden especulativo, que incluye sentir, conocer, idear, razonar, no basta para la vida de la acción. La razón de ello se encuentra, piensa Blondel, en que el mismo pensar está constituido por dos impulsos irreductibles, pero complementarios: el pensar «noético», conceptualizador y universalizante, y el pensar «pneumático», diversificador y propulsor. Pero éstas no son formas de algún «yo puro» o «ego trascendental» sino de la actividad intelectual en su inseparable unidad sintética con el universo. Tres órdenes progresivos aparecen así discernibles: 1° el orden de los signos y del lenguaje, como pensamiento pensado; 2° el orden del Absoluto implicado en el pensar, que devela al Pensamiento Pensante y trascendente; y 3° el orden receptivo en el que el pensar es iluminado y elevado más allá de su potencia natural. En todos ellos aparece imposible que el pensar se cierre en una esfera autosuficiente: es necesario integrar en él algo que le permanece siempre irreductible.

- L'Etre et les etres quiere ser el estudio de ese «más allá». A partir de nuestro sentiment d'etre (no de la noción de ser) compara los diversos grados dados a nuestra experiencia: materia, vida, persona, sociedades, universo entero. La constante inadecuación se reencuentra aquí: son y no son, subsisten en devenir; conducen a la necesidad lógica de la afirmación del ser en sí. Se trata, en verdad, de una reedición del argumento ontológico. El blondeliano, sin embargo, va más allá de las formas anselmiana, cartesiana o leibniziana, porque no se mueve en el plano de la sola abstracción, sino que aspira a obtener su verificación en la práctica consecuente a la buena opción. Afirmado el Ser en sí surge el tema de la relación a él de los seres contingentes. Blondel responde elaborando una ontología concreta de los seres creados, que devela una evolución tendencial que es una verdadera gestación de seres u ontogénesis, y en ella busca desentrañar una canónica del devenir y consolidación de los seres, condición para que realicen el designio del cual proceden, y alcancen el destino a que están ordenados: Blondel la llama Normativa. Repasando los grados de seres, se encuentra que ejercen diversas funciones normativas: la materia es la expresión de la universal contingencia, la vida es la organización dinámica de fuerzas cósmicas para servir de soporte al espíritu, que es a la vez inquietud y empuje hacia el Ser, hacia Dios.

- En la reelaboración de L'Action (3.ª obra de la tetralogía), Blondel afronta en el primer tomo un problema paralelo al visto en L'Etre: ¿Cómo es posible que verdaderamente actúen causas segundas, dándose la acción de la Causa Primera Universal? El filósofo recoge todas las aporías presentadas al respecto, conduciendo el raciocinio a la especificación de las diversas causalidades segundas. El 2° tomo rehace el itinerario de la primera Action, aunque sin la espontaneidad del primer brote juvenil. El lenguaje se simplifica y la exposición, aunque recargada por las repeticiones, destaca las líneas de fondo de toda la obra blondeliana.

- La Philosophie et l'Esprit Chrétien es un intento de instaurar una filosofía de los dogmas católicos que complete los tres libros anteriores: todos ellos querían mostrar nuestras aspiraciones e influencias naturales; Esprit Chrétien quiere por su parte examinar cómo responden los misterios del catolicismo a esos enigmas filosóficos.

## Difusión y alcance de sus ideas
Como ya se ha dicho, la obra de Blondel suscitó, desde la publicación de la primera edición de L'Action, amplio eco en uno u otro sentido. Blondel, propiamente hablando, no ha dejado una escuela. Cabe, sí, señalar una influencia suya, más o menos clara o difusa, en numerosos ambientes y autores, especialmente franceses. Así, p. ej., influye en algunos pensadores neoescolásticos, concretamente en Joseph Maréchal y, a través de él, en Karl Rahner, aunque la inspiración de este último es más bien heideggeriana. Diversos espiritualistas como Jean Lacroix, Jean Guitton y Paul Ricoeur, recogen también algunas de sus ideas. La filosofía de la religión de Henry Duméry parte de una exégesis blondeliana. En el terreno de la Apologética o Teología fundamental se inspira en él, por ejemplo, Henri Bouillard. Algo análogo puede decirse de la teología de la fe de Pierre Rousselot y Roger Aubert, etc. 
Las críticas de los inicios también han continuado repitiéndose. Afectan fundamentalmente a dos puntos: la gratuidad de lo sobrenatural, y el valor del conocimiento humano. La encíclica Pascendi, con la que Pío X condenó al modernismo, incluye un párrafo que ha sido a veces interpretado como referido a Blondel o a autores inspirados en él; es el párrafo en que Pío X se refiere a quienes «si bien rechazan la doctrina de la inmanencia, como tal doctrina, la emplean, no obstante, para una finalidad apologética; y esto lo hacen tan sin cautela que parecen admitir en la naturaleza humana no sólo una capacidad o conveniencia para el orden sobrenatural, sino una verdadera y auténtica exigencia» (A AS, 40, 1907, 631 ). En las obras de su segundo periodo Blondel se esfuerza por matizar su pensamiento, poniendo de relieve que la naturaleza humana tiene una indigencia, pero no una exigencia de lo sobrenatural. Sus explicaciones, sin embargo, no siempre han parecido suficientes (cfr. A. Gaboardi, Il método d'inmanenza, en Problemi ed orientamenti di Teologia dogmatica, II, Milán 1957,75-85).